# Huissier de justice
In Francia, Belgio, Lussemburgo, Paesi Bassi e Québec, l'huissier de justice è un libero professionista esercente una funzione pubblica, il cui compito è redigere atti giudiziari o extra-giudiziari, notificare le citazioni in giudizio e le sentenze. È inoltre suo compito autenticare l'identità delle persone a cui è incaricato della consegna degli atti giudiziari e delle convocazioni in giudizio, la riscossione crediti amichevole o forzata.
Nell'ordinamento italiano un ruolo analogo è svolto dall'ufficiale giudiziario il quale, però, non è un libero professionista ma un dipendente dello Stato.